# Пещеры в Докучаевске
Пещеры в Докучаевске — несколько пещер карстового происхождения в Докучаевске. Пещеры «Докучаевская», «Докучаевская-2», «Докучаевская-3», «Карьерная» расположены неподалёку друг от друга. Есть также грот «Докучаевский».
Одна из пещер имела статус геологического памятника природы местного значения с 1984 по 2005 год.
Статус памятника природы был присвоен решением облисполкома № 276 от 27 июня 1984 года. Площадь — 0,01 га.
23 декабря 2005 года Донецкий областной совет решением 4/31-774 отменил статус памятника природы.

## Пещера «Докучаевская»
Пещера «Докучаевская» находится на склоне правого берега реки Волноваха, в старой части Докучаевского доломитового карьера и была вскрыта при разработке карьера. Самая большая по протяжённости и глубине пещера в Донбассе. Длина пещеры — 79 метров, глубина пещеры 21 метр.
У пещеры два входа — Верхний и Нижний. Верхний вход — это колодец. Лаз в колодец узкий. Размеры лаза Верхнего входа — 0,3×0,6 метра. Глубина колодца 5 метров. Нижний вход — горизонтальный. Размеры лаза Нижнего входа — 0,5×0,8 метра.
Оба входа выводят в грот. В этом гроте пол обрывается и начинается новый колодец глубиной девять метров. Новый колодец расширяется к низу и имеет линзовидное сечение. Дно девятиметрового колодца засыпано глиной. Куча глины образуется из-за таяния снегов, дождей на поверхности и имеет форму конуса.
На дне девятиметрового колодца пещера делится на две части — Низкий зал и Высокий зал. Низкий зал протянулся в юго-западном направлении. Узкий ход, идущий от дна девятиметрового колодца в северном направлении приводит в Высокий зал.
У Низкого зала есть несколько ответвлений. Ответвления узкие и заваленные глыбами.
У Высокого зала есть три ответвления. Два ответвления в северо-западном направлении оканчиваются непроходимыми щелями и «органными трубами». Эти ответвления соединены щелевидными проходами. Третье ответвление идёт в восточном направлении и приводит к «органной трубе». В Высоком зале и в его ответвлениях стены покрыты кристаллами кальцита небольшого размера. Свод в ответвлениях состоит из водоупорных пород.
Воды в пещере нет. Весной в Верхнем и Нижнем залом имеет место капёж.
Впервые пещера «Докучаевская» была обследована участниками донецкого спелеоклуба в 1973 году. Первую полуинструментальную топографическую съёмку пещеры выполнили в 1982 году. Пещера использовалась с 1982 года участниками донецкого спелеоклуба для тренировок. В 1985 году участники спелеоклуба расчистили Верхний вход, за счёт чего пещера углубилась на пять метров.

## Пещера «Докучаевская-2»
Пещера «Докучаевская-2» была найдена в 1982 году участниками семинара начальной туристской подготовки Донецкой спелеокомиссии. Находится в 25 метрах от пещеры «Докучаевская» и 30 метрах от пещеры «Докучаевская-3»
Длина пещеры 17 метров. Глубина пещеры 5 метров. Находится у подножия скалы. Лаз в пещеру имеет форму овала. Размеры лаза 0,8×0,5 метра. Вход обрывается полутораметровым уступом в купол входного грота. Из входного грота узкий лаз проходит в плоский зал. В пещеру во время дождей и таяния снегов попадает вода, поэтому на полу входного грота и зала толстый слой глины и обвальные отложения.

## Пещера «Докучаевская-3»
Расстояние от пещеры «Докучаевская-3» до пещеры «Докучаевская-2» составляет 30 метров. Найдена в 1983 году. Топографическая съёмка произведена в 1983 году.
Длина пещеры 18 метров. Глубина пещеры 2 метра. Вход в пещеру «Докучаевская-3» находится в нижней части левого борта оврага, который был вымыт паводковыми водами. Вход идёт вдоль трещины. Чтобы попасть от входа в грот нужно пройти узкий шкуродёрный ход, длина которого 7 метров.
Этот грот имеет длину 7 метров и ширину от 1,5 до 2 метров. Дно грота устилает глина. Сама пещера из-за дальнейшего образования оврага скрывается под наносами глины и со временем исчезнет из-за этих наносов.

## Грот «Докучаевский»
Грот «Докучаевский» был вскрыт Докучаевским доломитовым карьером. Расстояние от грота «Докучаевский» до пещеры «Докучаевская» составляет 100 метров. Длина грота 14 метров. Высота грота 2 метра. Дно грота устилает глина. В 1986 году в гроте производилась топографическая съёмка.